# Ectatomma confine
Ectatomma confine är en myrart som beskrevs av Mayr 1870. Ectatomma confine ingår i släktet Ectatomma och familjen myror. Inga underarter finns listade i Catalogue of Life.